# Mystery of the Mummy
Mystery of the Mummy es un videojuego de 1988 de Rainbow Arts. El juego fue lanzado para Commodore 64 en agosto de 1989.

## Jugabilidad
Mystery of the Mummy se desarrolla en el Hamburgo de 1912 y el jugador toma el papel de un detective. Junto con su compañero Wilhelm, tiene que resolver un caso que gira en torno a una momia y su supuesta maldición. Después de una semana, su superior aparecerá y solo si el jugador puede presentar su caso (responder las preguntas correctamente y tener evidencia) se gana el juego.
Este juego es un juego de aventura impulsado por íconos basado en el trabajo de detective real: la mayoría de las veces se dedica a analizar pistas y hablando con la gente. No se pueden encontrar rompecabezas tradicionales además de descubrir cuál de las 186 ubicaciones para visitar a continuación (no hay progresión lineal y el jugador es libre de elegir los próximos pasos) y cómo convencer a las personas para que ayuden. Sin embargo, el juego incluye varias tareas de la vida real, por ejemplo: la necesidad de dormir y comer o llenar el gas. No se necesita habilidad especial para esas tareas, pero comen dinero y tiempo.
También hay dos minijuegos basados en la acción que implican conducir y procesar evidencia en el laboratorio.

## Recepción
La revista de juegos británica The Games Machine le dio al juego una puntuación de 58 sobre 100, afirmando que "Mystery of the Mummy combina ideas de presentación interesantes y una interacción bastante buena con, lamentablemente, fallas de diseño que le dan a la aventura una atmósfera vacía e insatisfactoria".